# Ruinas de la iglesia de San Martín Obispo (Cuenca)
La iglesia de San Martín Obispo en Cuenca (España) era una iglesia románica y junto a las iglesias de San Miguel y San Nicolás, eran las únicas iglesias románicas que se conservaban en la ciudad de Cuenca y en las que había culto desde su construcción. 
Respondía a los esquemas propios del Románico, de iglesia de pequeñas dimensiones, de una sola nave, sin sacristía, con vanos escasos y pequeños. En alguno de sus restos se adivina la incorporación de algunas formas del gótico: Así las arquerías del lado izquierdo de la nave son góticas; y el mismo ábside se puede calificar de protogótico. 
Quedan restos de la transformación que sufrió en el siglo XVI; al estilo plateresco se adscriben la puerta abierta en el lado derecho del ábside y las medias columnas adosadas al muro, tanto en el exterior como en el interior de la iglesia. En ese siglo se levantó la torre y, probablemente, la capilla del lado izquierdo. 
El ábside semicircular es de aparejo de sillería, con una banda marcando el arranque de la bóveda. En el centro hay un vano de medio punto tapiado, que formaría una estrecha aspillera hacia el exterior. 
En el extremo derecho del ábside se conserva una portada lateral, de arco de medio punto bocelado, con baquetón de doble anillo con capitel y base cilíndrica moldurada, recubierto su tambor de glifos verticales muy unidos. Posiblemente esta portada fuese abierta en el siglo XVI. Hoy su mitad inferior está tapiada con parte de los sillares desprendidos, de tal modo que parece una ventana. 
En el lado izquierdo del ábside hay una capillita rectangular, abovedada; se accede a ella por arco rebajado, flanqueado por dos medias columnas adosadas al muro. 
A pesar de las sucesivas transformaciones que ha sufrido la iglesia, todavía sus ruinas conservan vestigios góticos en sus arcos apuntados del muro izquierdo, de los que solo se conserva el arranque. 
Al exterior, su ábside es exento y de superficie curva, estilizada por dos pilastras a las que se adosan medias columnas, muy bien labradas (aunque solo se conserva completa una de ellas). En una de estas pilastras se aprecia una pequeña mensulilla con un escudo borrado. 
La iglesia tenía una torre campanario, de base cuadrada y con tres pisos, dotada de muros espesísimos de mampostería, con sillares en las esquinas y ventanas con hueco por cada cara en el campanario, de la que actualmente solo queda la base. 